# Meerut (accantonamento)
L'accantonamento di Meerut è una suddivisione dell'India, classificata come cantonment board, di 93.170 abitanti, situata nel distretto di Meerut, nello stato federato dell'Uttar Pradesh.